# Qangaroo (ソフトウエア)
Qangarooは株式会社テクノモバイルが開発・提供するクラウド型のソフトウェアテスト管理ツール (SaaS) 。

## 概要
Qangarooはテスト管理工程が複雑であることから、"シンプルで直感的な作業ができること"をコンセプトとして開発された、クラウド型のテスト管理プラットホームである。QangarooではWeb上でテスト管理工程を一元管理し、テスト実行画面とは別にテストの作成／編集はExcelライクなインターフェース上で作業ができるとしている。また、テスト全体の把握・管理やテストケースの再利用が行える仕様となっており、テスト結果はリアルタイムに集計され、進捗の把握が可能である。
サポートブラウザはGoogle Chrome、Microsoft Internet Explorer 11、サポートOSはWindows 7、Windows 8.1、Windows 10（2018年04月27日時点）。ユーザーライセンス制。

## 特徴
本節の記述はQangaroo概要に基づく。
- テスト管理 ※ケース登録：Excel・CSVインポート／エクスポート、ブラウザ上での編集機能など
- 障害管理 ※Qangaroo内、もしくはRedmine・Backlog連携など：Redmine・Backlog
- 進捗管理

## 沿革
本節の記述はプレスリリースに基づく。

### 1.0
- 2015年5月27日、株式会社Leadviseよりα版リリース(無料版)

### 1.1
- 2015年5月30日リリース
- サンプルプロジェクト追加

### 1.2
- 2016年2月1日、株式会社Leadviseより正規版リリース(有料版)
- 複数人でリアルタイムにテスト進捗/障害管理機能
- Excel ライクな編集フォーマット機能
- Backlog連携による障害チケットの自動報告/同期機能

### 1.3
- 2017年12月5日、株式会社テクノモバイルより新バーションとしてリリース
- Redmineとの連携機能を追加
- バックログ、redmine対応
- 料金体系を刷新

### 1.4
- 2018年2月1日リリース
- アイテム順序付け機能追加
- 通知トレイ改善

### 1.5
- 2018年4月27日リリース
- キャプチャー機能追加
- エクセルインポートエクスポート機能追加

### 1.6
- 2018年8月9日リリース
- クレジットカード決済機能追加
- プロジェクトwiki機能追加

### 1.7
- 2018年10月8日リリース
- Qangaroo専用Chrome拡張機能「Qangaroo Screen Capture」リリース

### 1.8
- 2018年10月18日リリース
- Jira連携機能追加